# Désiré François Laugée
Désiré François Laugée (født 25. januar 1823 i Maromme, Seine-Inférieure, død 24. januar 1896 i Paris) var en fransk historie- og genremaler. 
Fra Saint-Quentins Kunstskole kom han til École des beaux-arts i Paris, berejste Belgien og England og udstillede først portrætter (for eksempel af Lord Grenville Bulwer). I den følgende tid optogs han især af det romantisk-historiske maleri (Rizzios død 1849 etc.). Ejendommeligere og mere sympatetisk fremtræder han i sine religiøse og især i sine landlivsbilleder. Et hovedværk i den førstnævnte retning er Den hellige Elisabeth vasker de fattiges fødder (1865), endvidere kan nævnes Hellig Cæcilia og mange andre samt større vægbilleder til kirken Sainte Trinité (Dionysios martyrium), Saint Pierre et Paul i Saint-Quentin, dekorative malerier til Paris' Børs med mere; til Luxembourgmuseet kom Le cierge à la Madone (1877). Den jævnhed og medfølende forståelse af almuens Liv, der også præger hans kirkelige kunst, får sit fineste udtryk i hans jævne skildringer af fransk landalmue; allerede fra 1850'erne er han inde på denne vej: Bondekone hviler ud efter høstarbejdet, Høstmandens frokost (1857), Pige fra Picardie ved sin aftenkost ude på marken (1859) osv.; enkle motiver med smuk landskabelig stemning; i museet i Bordeaux ses hans Nellikeplukning (1861), i museet i Amiens Væverske. Sønnen Georges Laugée, elev af Laugée og af Pils og Lehmann, har med held fulgt i faderens fodspor med fremstillinger af franskt land- og almueliv: Enken (1880), Akssankerske (1883) med mere. På den internationale kunstudstilling i København 1897 sås hans En byge, på den franske udstilling sammesteds 1888 Rêverie.